# Gele lijn (metro van Lissabon)
De gele lijn (Linha Amarela) is een metrolijn van Lissabon en in 1995 ontstaan als gevolg van de splitsing van de toen enige metrolijn. De lijn telt momenteel 13 stations en is ongeveer 12 km lang.

## Geschiedenis
In 2004 is de gele lijn verlengd van het toenmalige eindstation Campo Grande naar Odivelas.

## Toekomst
Voor de gele lijn is een verlenging in zuidelijke richting naar het spoorwegstation Alcantara Mar aan de spoorweglijn naar Cascais
in studie.